# Теодосий Скопски
 Тази статия е за скопския митрополит.  За игумена на Серския манастир и негов чичо вижте Теодосий Гологанов (игумен).  
Теодосий Скопски е изтъкнат български възрожденски деец, духовник, учен богослов и преводач, член на Българската академия на науките. Теодосий Скопски с опита си да откъсне Скопската епархия от Българската екзархия е един от първите примери за македонизъм чрез църковен сепаратизъм в Македония.

## Биография

### Ранни години
Роден е в село Търлис, Неврокопско (днес Ватитопос) в свещеническо семейство под името Васил Илиев (Попилиев) Гологанов. Брат е на видния фолклорист Иван Гологанов и на архимандрит Никола Гологанов. Учи в гръцката класическа гимназия в Сяр (Серес). Васил е изпратен през 1860 в манастира „Св. Йоан Претеча“ в Сярско. В 1862 година приема духовен сан и е ръкоположен за йеродякон от митрополитския епитроп в Мелник Прокопий. После служи в Сярско и Неврокопско, където проповядва на църковнославянски. По този повод влиза в конфликт с местното гръцко духовенство и е подложен на гонения. Между 1866 и 1867 година заминава за Херцеговина, където в Мостар е протосингел на Прокопий, станал херцеговински митрополит. Замесва се в местното революционно движение и е затворен. Решава да напусне Мостар и Вселенската патриаршия и през 1867 – 1868 година става свещеник в Пловдив, а след това в Кричим (1869 – 1873). В Пловдив той се свързва с Йоаким Груев, Найден Геров и Драган Манчов. В своята автобиография, Гологанов съобщава, че докато е в Кричимския манастир, приютява Васил Левски. По това време Левски изгражда там революционен комитет. От 1873 оглавява българската църковна община в Сяр и води упорита борба с гръцкото духовенство. През този период сътрудничи на брат си и на Стефан Веркович за издаването на сборника Веда Словена. По-късно Теодосий е арестуван от властите в село Фращени и под конвой е откаран в Сяр, като по пътя е измъчван и заплашван с убийство. В Сяр е освободен, но гръцките заплахи продължават и той е повикан пред гръцкия митрополит Неофит да дава обяснения. През следващата година той е затворен в Сяр от властите по обвинение за неговата съпричастност в българското революционното движение в Пловдивско през периода когато е игумен на Кричимския манастир. Освободен е със съдействието на гръцкия митрополит, като поради силния натиск се отказва от Екзархията. След освобождаването си през 1874 година той е повикан да дава обяснения за поведението си пред гръцките духовни власти в Цариград.

### Издигане в Екзархията
Вместо да дава обяснения в Патриаршията той отива в Екзархията, където е помолил да бъде опростен и това е сторено незабавно. Там той е избран от Синода за заслугите си за архимандрит и служи в църквата Свети Стефан, а на следната 1875 година поради натиска на Патриаршията е изпратен в Ниш за помощник на българския митрополит Виктор Нишки. През 1876 година е върнат в Цариград и повторно служи като ефимерий на църквата „Св. Стефан“.
Между 1878 и 1880 е издигнат до Екзархийски наместник в Цариград, докато екзарх Йосиф поради Руско-турската война е принуден да стои в Пловдив. На 7 април 1878 година подписва за Охридска епархия (заедно с Димитър Попов за Костурска и Мъгленска, Козма Пречистански за Дебърска и Наум Спространов за Охридска) молба до великия княз Николай Николаевич, в която се отхвърлят твърденията за гръцкия характер на населението в Македония и се иска навлизане на руски войски в областта:
| „ | Победоносното руско оръжие, освобождавайки толкова дълго угнетявания досега под турско иго нещастен наш български народ, го задължи навеки... Македонските българи, лишавайки се от непосредствената защита на своите освободители... с цялата си преданост [ги] очакват в родината си... Поради това се осмеляваме да доложим на Ваше императорско височество, че някои недоброжелатели на българския народ, състоящи се в по-голямата си част от гръцки архиереи, посастоящем се стараят насилствено да събират подписи и да доказват, че жителите на Македония, влизащи по Санстефанския договор в състава на Българското княжество, се състоят предимно от гърци... | “ |

От 20 януари 1880 година до 6 януари 1885 година е капукехая (представител на Екзархията при Високата порта) и за кратко изпълнява длъжността архиерейски наместник в Лозенград. На 7 януари 1885 е ръкоположен за Скопски митрополит от екзарх Йосиф I Български в съслужение с Евстатий Пелагонийски и Синесий Стовийски, но се налага пет години да изчаква. Това става поради противодействието на Цариградската Патриаршия, подкрепена от Гърция, както и протестите от страна на Сърбия, покровителствувана от Русия. През 1887 година в Цариград се свързва с Коста Групчев и Наум Еврович, македонисти и агенти на Стоян Новакович, представители на т. нар. Дружество на сърбо-македонците. На срещи с тях Теодосий споделя, че подкрепя идеята им за възстановяване на Охридската архиепископия. За това те уведомяват Новакович, който тогава е сръбски посланик в Цариград. Като последица от тези срещи през този период Теодосий попада под влияние на идеите на македонизма. Той все пак получава берат за заминаване за Скопие, но едва през 1890 година.

### Разколническа дейност
При пристигането си в Скопие в началото на 1890 година след кратък престой Теодосий е върнат обратно от турските власти под силен гръцки и сръбски дипломатически натиск. По обратния път, изпаднал в безизходица, той се среща със сръбския консул в Солун, който явно е бил информиран от Новакович за неговите идеи. Те обсъждат създалата се политическа ситуация и Теодосий потвърждава пред консула подкрепата си за откъсване на македонските епархии от Българската Екзархия. Митрополитът получава обещание за подкрепа, а след това с консула отпътуват за Цариград. При така създалата се ситуция се намесва българското правителство и последва издаване на нов султански берат за Скопие. С него е потвърден стария, но уведомен за намеренията на Скопския митрополит, Екзарх Йосиф се опитва да подмени Теодосий с друг свещеник. Това обаче не е възприето от Високата Порта, вероятно след обещаната на Теодосий сръбска дипломатическа намеса.
След тези събития отношението между Екзарха и Скопския митрополит рязко се влошават. В резултат на този разрив, след като застъпва като Скопски владика (1890 – 1891), Теодосий повторно се отказва от Екзархията. Той незабавно предприема сериозни опити да възроди Охридската архиепископия. Започва да гони църковните и училищни деятели, назначени от Екзархията, и да ги заменя със свои хора, с което предизвиква нов църковен скандал. Уволнява директорът на скопското училище Антон Наследников. Печата самостоятелно църковните книжа и застъпва открито македонистки позиции. В тази връзка Теодосий се обръща към Цариградската Патриаршия и иска канонично признание, но получава отказ. Това не го обезкуражава и той се свързва с Папството с искане за евентуална уния, но отново се проваля. Тогава осъществява контакти със сръбския консул в Скопие и търси неговата подкрепа за самостоятелна Охридска Архиепископия. След като консулът уведомява за разговорите Новакович, последният му изпраща пари за подкуп на Теодосий с цел привличането му в лоното на Сръбската Патриаршия.
В началото българското правителство и Екзархията изчакват, но след като на 29 май 1891 година със съгласието на Теодосий в Скопие било отворено първото сръбско църковно училище, българското търпение свършва. В знак на протест 18 скопски първенци свикват общински екзархийски съвет, на който обявяват, че Теодосий е нежелан в града им. Следват няколко официални покани от страна на Екзархията да подаде оставка, на които той отказва. Все пак, поради силния натиск на който е подложен и протеста на българското правителство пред Високата Порта той е отстранен. Този му неуспешен опит за разкол според Симеон Радев бил породен от лични амбиции и омраза към екзарх Йосиф.

### Покаяние и реабилитация
След отзоваването му от Скопската катедра, чрез османските власти той е репатриран в Цариград на 5 януари. В края на януари Теодосий дава изявление в екзархийския орган „Новини“, в което категорично отрича някои публикации в гръцката преса, че има намерение да се връща в лоното на Патриаршията. Той декларира, че е родом българин и като такъв е верен на Екзархията. Въпреки това, екзархийски съд отлъчва Теодосий и той е низвергнат. Малко по-късно е изпратен за покаяние в Драгалевския манастир до София. Там прекарва периода от 1892 до 1901 година, когато се занимава с преводи на художествена и религиозна литература. Сред преводите му е епосът в проза „Мъчениците“ на Франсоа Рене дьо Шатобриан.
Постепенно Теодосий затвърждава екзархийските си позиции и спечелва доверието на Светия синод. Между 1901 и 1906 година е назначен за наместник на Пловдивския митрополит Натанаил Охридски, а след това служи в Бачковския и Рилския манастир. През 1910 година прави опит отново да се кандидатира за Скопски митрополит, чието място тогава е вакантно, но му е отказано, въпреки демонстрираните от него в пресата про-екзархийски позиции. В началото на 1913 година Теодосий се включва в акцията по покръстване на помаците. Напълно покаял се за католическите си тежнения пише брошурата „Православната църква и католишката пропаганда“, която Синодът отпечатва и използва в борбата с униатското движение през 1914 година. През този период той служи в София, където през ноември 1915 година, когато Българската армия разбива сръбски войски в Македония, отслужва тържествен молебен по случай Празника на победите. Между декември 1915 и 1919 година е ръководител на миналата под екзархийска управа Маронийска епархия в Гюмюрджина. Там той защитава гръцкия клир от българските военни власти и съдейства за отварянето на запечатаните енорийски църкви. След като е заменен през 1919 година от Иларион Нишавски, последният отправя тежки критики срещу Теодосий, като го обвинява в про-патрирашистка политика.
Последните години от живота си прекарва в София в книжовническа дейност – писане на книги и преводи на чуждестранна литература. Превежда в проза поемите „Енеида“, „Буколики“ и „Георгики“ на Вергилий, творби на Франсоа Шатобриан, Джон Милтън и други.
Умира на 1 февруари 1926 година в София. Опелото е извършено от софийския митрополит Стефан в съслужение с всички столични свещеници. Тленните му останки са погребани в двора на черквата „Свети Спас“ в София. След като през Втората световна война църквата е разрушена при бомбардиравките на града, той е препогребан  в парцел 46 на Централните софийски гробища.

### Научна дейност
Вероятно в младите си години заедно с брат си Иван Гологанов участва в изготвянето на сборника Веда Словена, но впоследствие до последно отрича мистификацията. От 1910 година е действителен член на Българското книжовно дружество, днес Българската академия на науките. Автор е на редица богословски трудове. Превежда от френски, гръцки и руски език на български книгите на Вергилий, Франсоа Шатобриан, Джон Милтън и други автори. Теодосий Скопски с една своя публикация във вестник „Мир“ е в основата на тезата, че водачът на българското възраждане Паисий Хилендарски е родом от Банско.

## Родословие
|                                    |                                    |                                    |                                    |                                    |                                    |  |  |                              |                              |                              |                              |                              |                              |  |  |                                 |                                 |                                 |                                 |                                 |                                 |                              |                              | Лазар Гологанов                  |                                  |                                  |                                  |                                  |                                  |                                  |                                  |                                  |                                  |                                |                                |                                |                                |  |  |  |  |  |  |  |  |  |  |  |  |  |  |  |  |  |  |
|                                    |                                    |                                    |                                    |                                    |                                    |  |  |                              |                              |                              |                              |                              |                              |  |  |                                 |                                 |                                 |                                 |                                 |                                 |                              |                              |                                  |                                  |                                  |                                  |                                  |                                  |                                  |                                  |                                  |                                  |                                |                                |                                |                                |  |  |  |  |  |  |  |  |  |  |  |  |  |  |  |  |  |  |
|                                    |                                    |                                    |                                    |                                    |                                    |  |  |                              |                              |                              |                              |                              |                              |  |  |                                 |                                 |                                 |                                 |                                 |                                 |                              |                              |                                  |                                  |                                  |                                  |                                  |                                  |                                  |                                  |                                  |                                  |                                |                                |                                |                                |  |  |  |  |  |  |  |  |  |  |  |  |  |  |  |  |  |  |
|                                    |                                    |                                    |                                    |                                    |                                    |  |  |                              |                              |                              |                              |                              |                              |  |  |                                 |                                 |                                 |                                 | Илия Гологанов (1810 – 1865)    | Илия Гологанов (1810 – 1865)    | Илия Гологанов (1810 – 1865) | Илия Гологанов (1810 – 1865) | Илия Гологанов (1810 – 1865)     | Илия Гологанов (1810 – 1865)     |                                  |                                  | Теодосий Гологанов (1800 – 1888) | Теодосий Гологанов (1800 – 1888) | Теодосий Гологанов (1800 – 1888) | Теодосий Гологанов (1800 – 1888) | Теодосий Гологанов (1800 – 1888) | Теодосий Гологанов (1800 – 1888) |                                |                                |                                |                                |  |  |  |  |  |  |  |  |  |  |  |  |  |  |  |  |  |  |
|                                    |                                    |                                    |                                    |                                    |                                    |  |  |                              |                              |                              |                              |                              |                              |  |  |                                 |                                 |                                 |                                 | Илия Гологанов (1810 – 1865)    | Илия Гологанов (1810 – 1865)    | Илия Гологанов (1810 – 1865) | Илия Гологанов (1810 – 1865) | Илия Гологанов (1810 – 1865)     | Илия Гологанов (1810 – 1865)     |                                  |                                  | Теодосий Гологанов (1800 – 1888) | Теодосий Гологанов (1800 – 1888) | Теодосий Гологанов (1800 – 1888) | Теодосий Гологанов (1800 – 1888) | Теодосий Гологанов (1800 – 1888) | Теодосий Гологанов (1800 – 1888) |                                |                                |                                |                                |  |  |  |  |  |  |  |  |  |  |  |  |  |  |  |  |  |  |
|                                    |                                    |                                    |                                    |                                    |                                    |  |  |                              |                              |                              |                              |                              |                              |  |  |                                 |                                 |                                 |                                 |                                 |                                 |                              |                              |                                  |                                  |                                  |                                  |                                  |                                  |                                  |                                  |                                  |                                  |                                |                                |                                |                                |  |  |  |  |  |  |  |  |  |  |  |  |  |  |  |  |  |  |
|                                    |                                    |                                    |                                    |                                    |                                    |  |  |                              |                              |                              |                              |                              |                              |  |  | Иван Гологанов (1839 – 1895)    | Иван Гологанов (1839 – 1895)    | Иван Гологанов (1839 – 1895)    | Иван Гологанов (1839 – 1895)    | Иван Гологанов (1839 – 1895)    | Иван Гологанов (1839 – 1895)    |                              |                              | Теодосий Гологанов (1846 – 1926) | Теодосий Гологанов (1846 – 1926) | Теодосий Гологанов (1846 – 1926) | Теодосий Гологанов (1846 – 1926) | Теодосий Гологанов (1846 – 1926) | Теодосий Гологанов (1846 – 1926) |                                  |                                  | Никола Гологанов (1850 – 1913)   | Никола Гологанов (1850 – 1913)   | Никола Гологанов (1850 – 1913) | Никола Гологанов (1850 – 1913) | Никола Гологанов (1850 – 1913) | Никола Гологанов (1850 – 1913) |  |  |  |  |  |  |  |  |  |  |  |  |  |  |  |  |  |  |
|                                    |                                    |                                    |                                    |                                    |                                    |  |  |                              |                              |                              |                              |                              |                              |  |  | Иван Гологанов (1839 – 1895)    | Иван Гологанов (1839 – 1895)    | Иван Гологанов (1839 – 1895)    | Иван Гологанов (1839 – 1895)    | Иван Гологанов (1839 – 1895)    | Иван Гологанов (1839 – 1895)    |                              |                              | Теодосий Гологанов (1846 – 1926) | Теодосий Гологанов (1846 – 1926) | Теодосий Гологанов (1846 – 1926) | Теодосий Гологанов (1846 – 1926) | Теодосий Гологанов (1846 – 1926) | Теодосий Гологанов (1846 – 1926) |                                  |                                  | Никола Гологанов (1850 – 1913)   | Никола Гологанов (1850 – 1913)   | Никола Гологанов (1850 – 1913) | Никола Гологанов (1850 – 1913) | Никола Гологанов (1850 – 1913) | Никола Гологанов (1850 – 1913) |  |  |  |  |  |  |  |  |  |  |  |  |  |  |  |  |  |  |
|                                    |                                    |                                    |                                    |                                    |                                    |  |  |                              |                              |                              |                              |                              |                              |  |  |                                 |                                 |                                 |                                 |                                 |                                 |                              |                              |                                  |                                  |                                  |                                  |                                  |                                  |                                  |                                  |                                  |                                  |                                |                                |                                |                                |  |  |  |  |  |  |  |  |  |  |  |  |  |  |  |  |  |  |
|                                    |                                    |                                    |                                    |                                    |                                    |  |  | Илия Гологанов (1865 – 1910) | Илия Гологанов (1865 – 1910) | Илия Гологанов (1865 – 1910) | Илия Гологанов (1865 – 1910) | Илия Гологанов (1865 – 1910) | Илия Гологанов (1865 – 1910) |  |  | Иван Гологанов (1870 – 1908)    | Иван Гологанов (1870 – 1908)    | Иван Гологанов (1870 – 1908)    | Иван Гологанов (1870 – 1908)    | Иван Гологанов (1870 – 1908)    | Иван Гологанов (1870 – 1908)    |                              |                              | Спиро Гологанов (1880 – 1917)    | Спиро Гологанов (1880 – 1917)    | Спиро Гологанов (1880 – 1917)    | Спиро Гологанов (1880 – 1917)    | Спиро Гологанов (1880 – 1917)    | Спиро Гологанов (1880 – 1917)    |                                  |                                  |                                  |                                  |                                |                                |                                |                                |  |  |  |  |  |  |  |  |  |  |  |  |  |  |  |  |  |  |
|                                    |                                    |                                    |                                    |                                    |                                    |  |  | Илия Гологанов (1865 – 1910) | Илия Гологанов (1865 – 1910) | Илия Гологанов (1865 – 1910) | Илия Гологанов (1865 – 1910) | Илия Гологанов (1865 – 1910) | Илия Гологанов (1865 – 1910) |  |  | Иван Гологанов (1870 – 1908)    | Иван Гологанов (1870 – 1908)    | Иван Гологанов (1870 – 1908)    | Иван Гологанов (1870 – 1908)    | Иван Гологанов (1870 – 1908)    | Иван Гологанов (1870 – 1908)    |                              |                              | Спиро Гологанов (1880 – 1917)    | Спиро Гологанов (1880 – 1917)    | Спиро Гологанов (1880 – 1917)    | Спиро Гологанов (1880 – 1917)    | Спиро Гологанов (1880 – 1917)    | Спиро Гологанов (1880 – 1917)    |                                  |                                  |                                  |                                  |                                |                                |                                |                                |  |  |  |  |  |  |  |  |  |  |  |  |  |  |  |  |  |  |
|                                    |                                    |                                    |                                    |                                    |                                    |  |  |                              |                              |                              |                              |                              |                              |  |  |                                 |                                 |                                 |                                 |                                 |                                 |                              |                              |                                  |                                  |                                  |                                  |                                  |                                  |                                  |                                  |                                  |                                  |                                |                                |                                |                                |  |  |  |  |  |  |  |  |  |  |  |  |  |  |  |  |  |  |
| Александър Гологанов (1893 – 1916) | Александър Гологанов (1893 – 1916) | Александър Гологанов (1893 – 1916) | Александър Гологанов (1893 – 1916) | Александър Гологанов (1893 – 1916) | Александър Гологанов (1893 – 1916) |  |  | Иван Гологанов (1899 – 1969) | Иван Гологанов (1899 – 1969) | Иван Гологанов (1899 – 1969) | Иван Гологанов (1899 – 1969) | Иван Гологанов (1899 – 1969) | Иван Гологанов (1899 – 1969) |  |  | Димитър Гологанов (1901 – 1987) | Димитър Гологанов (1901 – 1987) | Димитър Гологанов (1901 – 1987) | Димитър Гологанов (1901 – 1987) | Димитър Гологанов (1901 – 1987) | Димитър Гологанов (1901 – 1987) |                              |                              |                                  |                                  |                                  |                                  |                                  |                                  |                                  |                                  |                                  |                                  |                                |                                |                                |                                |  |  |  |  |  |  |  |  |  |  |  |  |  |  |  |  |  |  |

## Галерия
- Писмо на Теодосий до вестника на Българската екзархия „Новини“ от 04.02.1892 г. в което той потвърждава както българския си произход, така и привързаността си към Екзархията